# Feel (canción de Robbie Williams)
«Feel» (en español: «Sentir») es el título de una canción interpretada por el cantautor británico Robbie Williams, lanzada como el sencillo principal de su quinto álbum de estudio en solitario Escapology (2002).
La canción fue escrita por Robbie Williams y coescrita y producida por Guy Chambers, fue previamente grabada como una demo; cuando empezaron a trabajar en el álbum e intentaron regrabar las voces, Williams quedó insatisfecho, así que decidió incluir la versión demo y lanzarla como primer sencillo. Cuando fue lanzada a principios de septiembre de 2002, se convirtió en el mayor éxito internacional de Williams, vendiendo más de 4 millones de copias en todo el mundo y alcanzando el "top ten" en todos los países europeos. Llegó ál número 1 en las listas de Argentina, Hungría, Italia, Letonia, México, Países Bajos y Portugal. La canción tuvo también su éxito en Canadá, donde estuvo cincuenta y cuatro semanas en las listas, llegando hasta el número 10.

## Video musical
El video, filmado en agosto de 2002, que muestra a Robbie Williams al estilo vaquero, tuvo bastante éxito en Estados Unidos gracias a la aparición de la actriz Daryl Hannah como el interés amoroso de Williams. Existen dos versiones del video: una rodada en blanco y negro y la otra en color.

## En la cultura popular

### Televisión
- La canción fue incluida en la campaña 2009-2010 de Cathay Pacific. Una versión instrumental, por encargo, de la canción también se usa en la promoción de la Clase Ejecutiva de la aerolínea en su página web.

### Versiones de otros artistas
- Después del lanzamiento de "Feel", el concursante, Ricky Ord, cantó la canción en la segunda temporada de Deutschland sucht den Superstar para el tema "My Pop Idol", siendo uno de los primeros concursantes eliminados. En la temporada 8, el concursante Ardian Bujupi cantó la canción por el tema "English v. German".

- Años después, el disuelto grupo tropical argentino La Otra Dimensión hizo un cover en versión cumbia con la letra e idioma original.

## Lista de canciones
- UK/Canadian CD

1. «Feel» – 4:22
2. «Nobody Someday» (demo versión) – 2:53
3. «You're History» – 4:44
4. Galería de fotos y videoclips

- UK DVD

1. «Feel» (video) – 4:22
2. «You're History» (audio) – 4:44
3. «Nobody Someday» (demo versión; audio) – 2:53

## Posicionamiento en listas
| Listas (2002/2003)                            | Mejor posición |
| --------------------------------------------- | -------------- |
| Australian Singles Chart                      | 10             |
| Ö3 Austria Top 40                             | 1              |
| Bélgica (Flandes) Singles Chart               | 5              |
| Bélgica (Valonia) Singles Chart               | 6              |
| Canadian Singles Chart                        | 9              |
| Danish Singles Chart                          | 4              |
| Dutch Singles Chart                           | 1              |
| Finnish Singles Chart                         | 13             |
| Syndicat National de l'Édition Phonographique | 6              |
| German Singles Chart                          | 3              |
| Association of Hungarian Record Companies     | 1              |
| Irish Singles Chart                           | 4              |
| Federazione Industria Musicale Italiana       | 1              |
| Recording Industry Association of New Zealand | 7              |
| Noruega                                       | 2              |
| Portugal (Billboard)                          | 1              |
| Romanian Top 100                              | 1              |
| España (Top 100 Canciones)                    | 13             |
| Los 40 Principales                            | 1              |
| Sverigetopplistan                             | 3              |
| Swiss Music Charts                            | 4              |
| UK Singles Chart                              | 4              |
| U.S. Billboard Hot Adult Top 40 Tracks        | 28             |